# Round Island (Michigan)

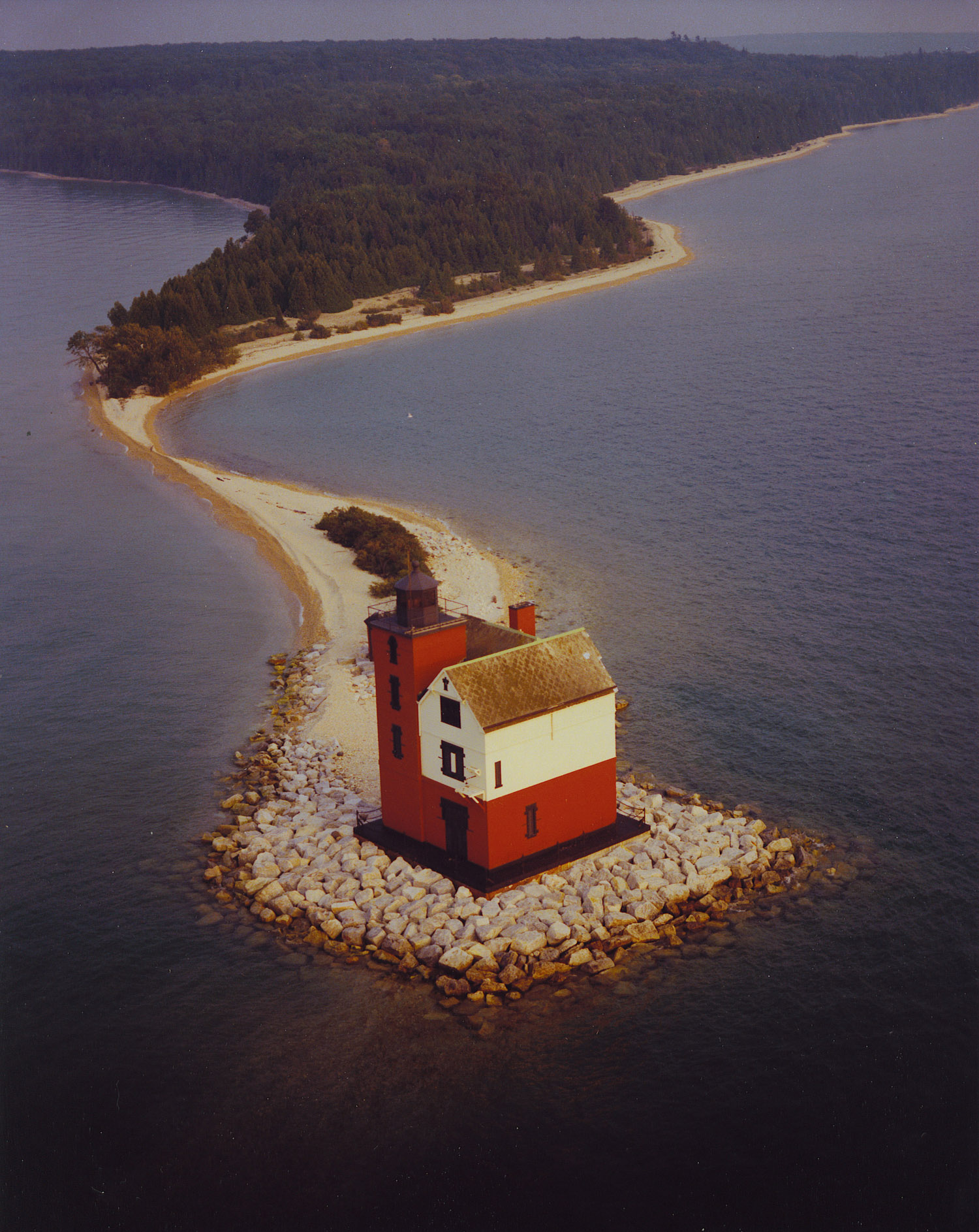
De vuurtoren op Round Island (1979)

Round Island is een onbewoond eiland in de Amerikaanse deelstaat Michigan. Het ligt in de Straat van Mackinac, die het Michiganmeer met het Huronmeer verbindt.
Round Island, dat door de oorspronkelijke bewoners van Amerika Nissawinagong werd genoemd, is 1,53 km² groot en ligt ten zuidoosten van het eiland Mackinac. Round Island maakt deel uit van Hiawatha National Forest en wordt beheerd door de U.S. Forest Service. Het enige gebouw op het eiland is een vuurtoren, die op de uiterste noordwestpunt van Round Island staat en van belang is voor de navigatie door het Round Island Channel, de scheepvaartroute tussen Mackinac en het eiland.